# Akodon budini
Akodon budini is een zoogdier uit de familie van de Cricetidae. De wetenschappelijke naam van de soort werd voor het eerst geldig gepubliceerd door Thomas in 1918.

## Verspreidingsgebied
De soort wordt aangetroffen in Argentinië en Bolivia.